# Muteki
Muteki (jap. むてき, zapis stylizowany MUTEKI) – japońska firma produkująca filmy dla dorosłych, w których występują wyłącznie idolki, aktorki, modelki gravure i inne gwiazdy pod hasłem „Obsadzamy tylko celebrytki”. Muteki jest częścią grupy WILL Co., Ltd., pierwszy ich film ukazał się we wrześniu 2008 roku.
Wśród celebrytek, które współpracowały z wytwórnią, są m.in. aktorki filmowe Yōko Shimada, Tsugumi, aktorka teatralna Chiaki Minase, modelki gravure Kimika Yoshino, Megu Fujiura, oraz piosenkarka Sachiko Suzuki z japońskiego duetu Wink.
Kilka byłych członkiń grupy AKB48 również zadebiutowało w Muteki, w tym Risa Naruse (jako Haruna Osaka) i była członkini SKE48 Momona Kitō (jako Yua Mikami).
1 grudnia 2018 roku, z okazji 10-lecia Muteki, wytwórnia wydała film „ふたりは無敵” (TEK-097), w którym wystąpiły najsłynniejsze debiutantki, Yua Mikami i Shoko Takahashi). Czterogodzinny film został wydany wraz z filmem 3DVR „ふMUTEKI 10周年記念Special W芸能人VR 芸能人とドリーム逆3P体験” (OVVR-001), w którym również wystąpiły Mikami i Takahashi. Stał się on jednym z bestsellerów firmy i drugim najlepiej sprzedającym się japońskim filmem dla dorosłych w 2018 roku.